# 압둘 라흐만 야쿱
압둘 라흐만 야쿱(Abdul Rahman Ya'kub, 1928년 1월 3일 ~ 2015년 1월 9일)은 말레이시아의 정치인으로, 사라왁주의 총리와 총독을 지낸 인물이다. 1970년 총리로 취임하여 1981년까지 재직하였고, 이후 압둘 타입 마흐무드에게 권력을 이양하고 총독이 되었으나 1987년 사임했다. 재직 중 강경 본토화를 추진하여 독립운동가들의 비판을 사기도 했다.
2015년 사망했으며, 유해는 쿠칭에 안장되었다.